# Jiří Jan Jindřich Buquoy
Jiří Jan Jindřich Buquoy-Longueval, německy Georg Johann Heinrich de Longueval Graf von Buquoy (2. srpna 1814, Červený Hrádek – 2. září 1882, Baden-Baden), byl český šlechtic z rodu Buquoyů a politik, poslanec Českého zemského sněmu.

## Biografie
Jiří Jan Jindřich byl syn Jiřího Františka Augusta Longueval-Buquoye (1781–1851) a Gabriely, rozené Rottenhanové (16. ledna 1784 Vídeň – 21. března 1863 Červený Hrádek u Chomutova).
Patřil do významného šlechtického rodu Buquoyů a narodil se na zámku Červený hrádek, který patřil matce..
Působil jako velkostatkář. Patřily mu statky Nové Hrady, Rožmberk, Přísečnice a Hauenštejn. Byl též držitelem alodiálního statku Cartles. Od roku 1863 byl čestným členem Vlastenecko-hospodářské společnosti. Byl (od roku 1852) čestným rytířem maltézského řádu.
Významně se podílel na stavebních úpravách buquoyských zámků a sám kreslil stavební a krajinné úpravy na buquoyských panstvích. Zadadával malířské zakázky. Sbíral umělecké předměty a své sbírky starožitností shromažďoval hlavně do tzv. dolního hradu v Rožmberku. Roku 1873 nechal pro světovou výstavu ve Vídni zbudoval samostatný pavilon buquoyského panství.
Od roku 1841 měl titul c. k. komořího. Roku 1873 získal Řád svatého Řehoře Velikého.
Nedaleko osady Javory (Ahornhütten) na Novohradsku nechal v roce 1854 přestavět tamější myslivnu na velkou dřevěnou loveckou chatu. Zámeček dostal jméno Žofín (Sofienschloss) na počest manželky stavebníka, hraběnky Žofie Terezie. Budova byla bohatě vybavena nábytkem, výzdobu tvořily obrazy, rytiny a lovecké trofeje. V roce 1945 byl zámeček součástí zkonfiskovaného majetku a v roce 1948 byl předán armádě. Pohraniční stráž jej nechala zpustnout a zchátralý objekt byl v roce 1980 srovnán se zemí.
V 60. letech se zapojil i do vysoké politiky. V zemských volbách v lednu 1867 byl zvolen na Český zemský sněm, kde zastupoval kurii velkostatkářskou, svěřenecké velkostatky. Mandát zde obhájil ve volbách v březnu 1867, po nichž ale odmítl přijmout mandát. Uspěl i v zemských volbách roku 1870 Patřil do Strany konzervativního velkostatku, která podporovala české státní právo. V srpnu 1870 podepsal její manifest, který vydala v souvislosti se vstupem na Český zemský sněm a ve kterém deklarovala, že její účast na sněmu nijak nemění její postoj ohledně státoprávní kontinuity českého státu.
Od roku 1861 byl také dědičným členem Panské sněmovny (nevolená horní komora Říšské rady). V roce 1878 se křesla v Panské sněmovně vzdal (kvůli obvinění ze zneuctění dívky pracující na jeho statku) a již na konci roku byl na toto dědičné křeslo pozván jeho syn.
Roku 1879 se odstěhoval. Žil pak v zahraničí. Zemřel v září 1882 na plicní onemocnění a byl pohřben v rodinné kaplové hrobce v Nových Hradech.

## Rodina
V roce 1847 se v Praze oženil s princeznou Žofií Terezií Oettingen-Wallersteinovou (1829–1897), dcerou knížete Bedřicha Krafta Oettingena (1793–1842), majitele panství Zbraslav. Žofie byla později c. k. palácovou dámou a dámou Řádu hvězdového kříže. Z manželství se narodily čtyři děti.
- 1. Jiří Bedřich (*/† 1853)
- 2. Karel Bonaventura (24. září 1854 Vídeň – 9. srpna 1911 Vídeň), c. k. tajný rada, komoří, poslanec českého zemského sněmu, dědičný člen rakouské Panské sněmovny, rytíř Řádu zlatého rouna, manž. 1878 Filipína Terezie Czerninová z Chudenic (29. listopadu 1858, Praha – 6. srpna 1937, Rožmberk nad Vltavou)
- 3. Ferdinand Maria Jindřich (15. září 1856 Vídeň – 27. září 1909 Šempeter pri Gorici), c. k. tajný rada, komoří, poslanec českého zemského sněmu, rakouský ministr zemědělství 1904–1906, manž. 1882 Henrietta Cappy (19. ledna 1857 – 13. dubna 1929)
- 4. Gabriela (11. listopadu 1859 Vídeň – 20. května 1934 Vídeň[17]), c. k. palácová dáma, dáma Řádu hvězdového kříže, manž. 1881 Josef Filip hrabě Thun-Hohenstein (27. března 1856 Praha – 11. července 1932 Vídeň), c. k. tajný rada, komoří, okresní hejtman ve Znojmě a Teplicích, zemský prezident ve Slezsku 1898–1905

Díky své manželce byl blízce spřízněn s významnými představiteli české šlechty, jeho švagry byli například kníže Mořic Lobkowicz nebo kníže Karel III. ze Schwarzenbergu.